# Crianza oxidativa
La crianza oxidativa, también conocida como crianza físico-química, es un tipo específico de crianza de vinos en la que tras la desaparición del inicial velo de flor, los caldos envejecen y maduran mediante una evolución físicoquímica, expuestos a la acción directa del oxígeno del aire.
En el ámbito del marco de Jerez y Montilla Moriles, fruto de esta crianza, se obtienen los vinos olorosos y palo cortado. Este tipo de crianza se contrapone a la biológica propia de los finos y manzanillas que se obtienen por la acción de una serie de levaduras. Los denominados amontillados tienen una primera crianza biológica y posteriormente se someten a la crianza oxidativa, es decir primero fueron finos y después evolucionan al amontillado.
En los olorosos, después de su clasificación, que es el proceso en el que se decide cual va a ser el destino del vino joven, son fortalecidos, mediante el "encabezado" en el que se le añaden alcoholes de vinos hasta elevar su graduación a los 18º, lo que impide  el desarrollo de las levaduras de flor, durante este tipo de envejecimiento no existe por tanto velo, ni ninguna actividad de la levadura, lo que tiene lugar es un proceso de oxidación en el vino, por el que oscurece su color y en el que se originan compuestos que conforman su aroma y características gustativas.
Todos los vinos generosos, incluidos los olorosos y palo cortado, tienen en sus primeras fases de vida, un desarrollo del velo en el periodo que se desarrolla entre los meses de octubre y febrero posterior a la fermentación y antes de la primera clasificación a la que se someten los caldos jóvenes. En algunos casos hasta la segunda clasificación, cuando en la primera se destinaron a vino fino, pueden ser redirigidos a olorosos.
Los caracters adoptados en este periodo, resultan ocultados por los elementos que asume durante el proceso de crianza oxidativa.